# Lyrocarpa coulteri
Lyrocarpa coulteri là một loài thực vật có hoa trong họ Cải. Loài này được Hook. & Harv. mô tả khoa học đầu tiên năm 1845.